# جوان جانووا
جوان جانووا (به ترکی استانبولی: Civan Canova) زادهٔ ۲۸ ژوئن ۱۹۵۵ – درگذشتهٔ ۲۰ اوت ۲۰۲۲) بازیگر نمایشنامه‌نویس و کارگردان تئا‌تر اهل ترکیه بود. وی در روز ۲۰ اوت سال ۲۰۲۲ در اثر بیماری ریه فوت کرد.
وی از سال ۱۹۷۴ میلادی تا ۲۰۲۲ میلادی مشغول فعالیت بوده‌است از مهم‌ترین کارهایی که او در آن ایفای نقش کرده‌است می‌توان به گناه فاطماگل چه بود؟، از هم گسیخته، موهبت و سه قرون اشاره کرد.